# Cinctura lilium
Cinctura lilium is een slakkensoort uit de familie van de Fasciolariidae. De wetenschappelijke naam van de soort is voor het eerst geldig gepubliceerd in 1807 door Fischer von Waldheim.